# Berzona
Berzona è una frazione di 48 abitanti del comune svizzero di Onsernone, nel Canton Ticino (distretto di Locarno).

## Geografia fisica

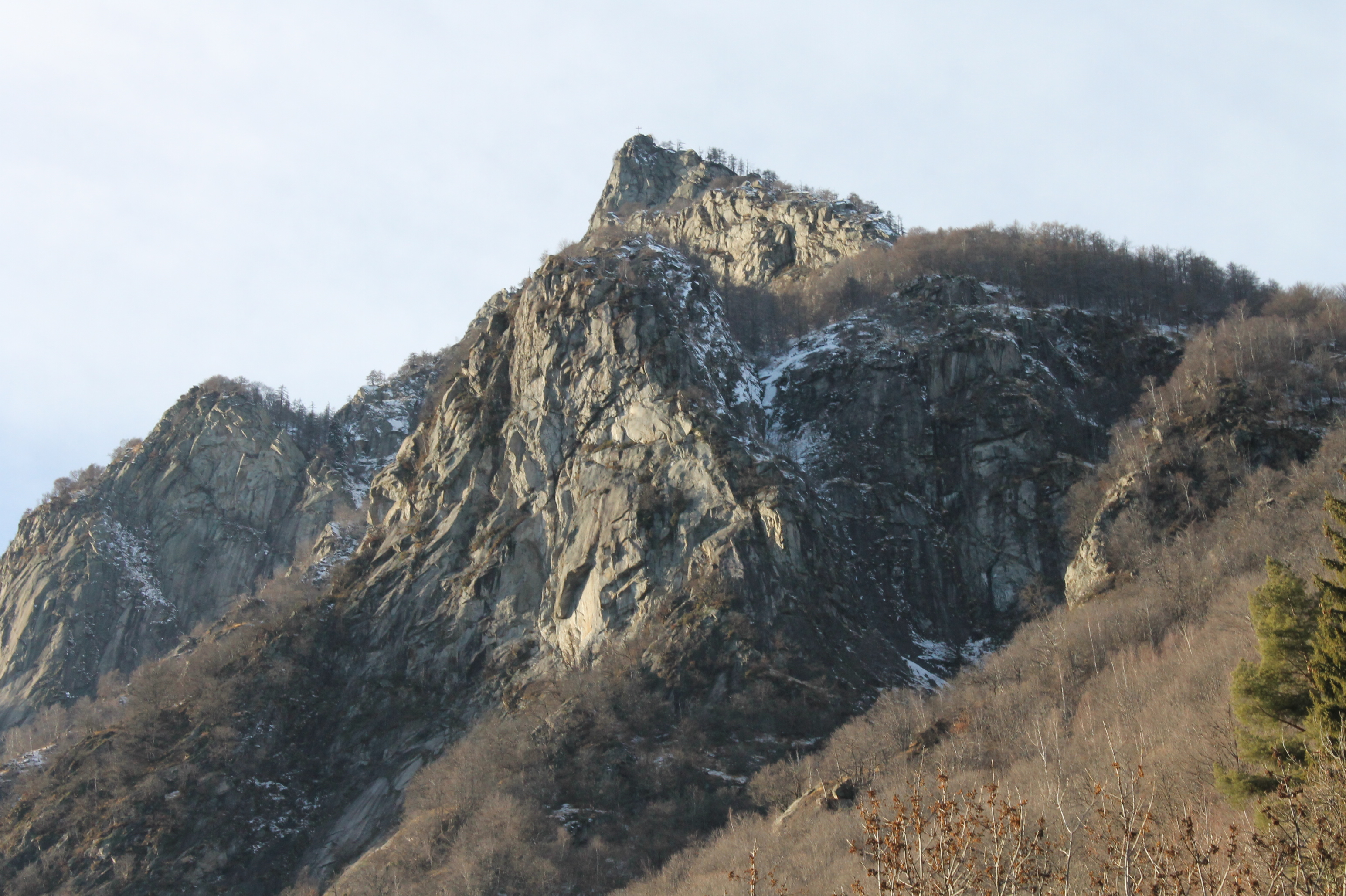
Il Pizzo della Croce

Il villaggio, che comprende le località di Salei e di Seghelina, è situato nella valle Onsernone e si estende lungo un pendio circondato da castagneti, digradante verso la strada cantonale più a valle.

## Storia
Il 18 luglio 1777 la parrocchia di Berzona  si separò dalla matrice di Loco. A partire dal secondo dopoguerra, alcuni personaggi scelsero questa località come luogo di residenza o di villeggiatura: tra gli altri, lo scrittore tedesco Alfred Andersch, l'architetto Max Frisch e lo scrittore Golo Mann.

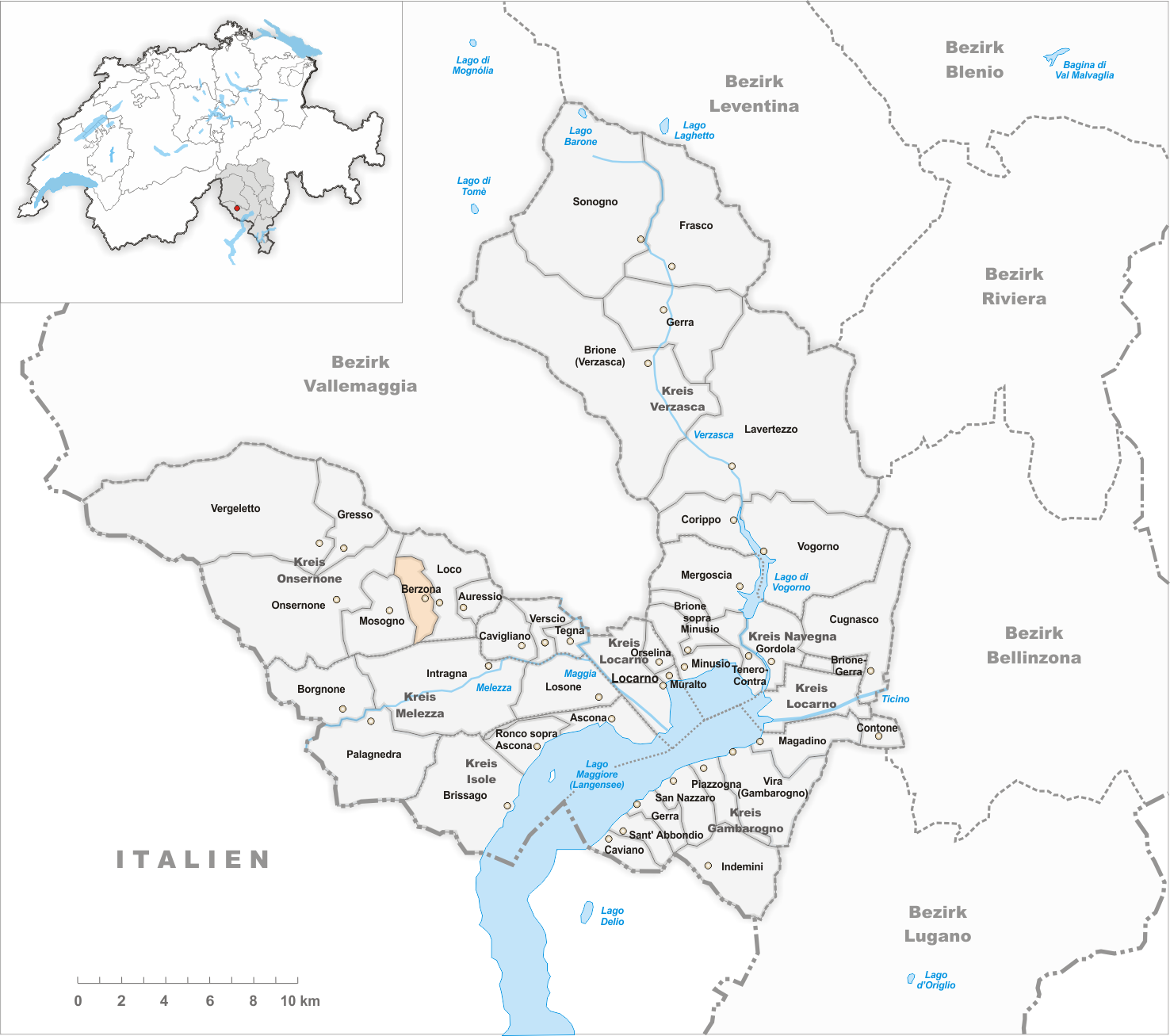
Il territorio del comune di Berzona prima degli accorpamenti comunali del 2001

Già comune autonomo che si estendeva per 5 km², il 15 aprile 2001 è stato accorpato agli altri comuni soppressi di Auressio e Loco per formare il comune di Isorno, il quale a sua volta nel 2016 è stato accorpato al comune di Onsernone assieme agli altri comuni soppressi di Gresso, Mosogno e Vergeletto.

## Monumenti e luoghi d'interesse

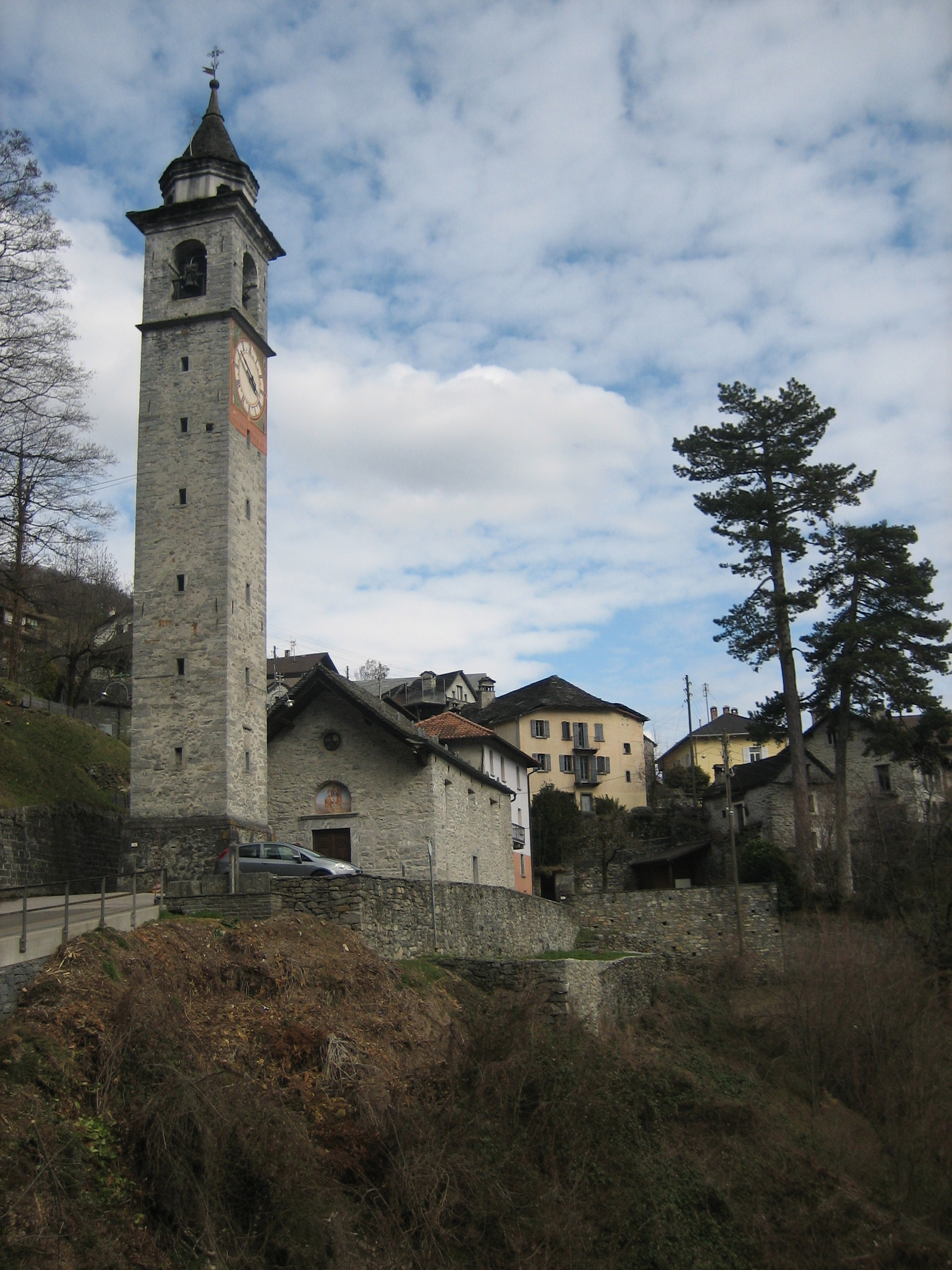
La chiesa parrocchiale di San Defendente

- Chiesa parrocchiale di San Defendente, del 1564[2];
- Canonica a ridosso dell'abside della chiesa parrocchiale, eretta nel 1713 da Giovanni Antonio Marogini[senza fonte];
- Oratorio della Beata Vergine delle Grazie in località Matro;
- Oratorio di Santa Maria di Loreto in località Seghelina lungo la strada cantonale, edificato nel 1766[2]: è un'aula rettangolare coperta da volta a botte, con un portico antistante la facciata principale[8];
- Case Broggini, adiacenti alla casa comunale tardoneoclassica, risalenti al 1589 e ampliate negli anni 1688 e 1727 con portici e logge[senza fonte].

## Società

### Evoluzione demografica
L'evoluzione demografica è riportata nella seguente tabella:
Abitanti censiti

### Tradizioni e folclore
Nonostante la locale parrocchiale sia dedicata a San Defendente, la festa patronale di Berzona è tradizionalmente fissata per il 16 agosto, in occasione della memoria liturgica di San Rocco.

## Amministrazione
Ogni famiglia originaria del luogo fa parte del comune patriziale di Onsernone e ha la responsabilità della manutenzione di ogni bene ricadente all'interno dei confini della frazione.